# Nousseviller-Saint-Nabor
Nousseviller-Saint-Nabor é uma comuna francesa na região administrativa de Grande Leste, no departamento de Mosela. Estende-se por uma área de 6,13 km². Em 2010 a comuna tinha 1 227 habitantes (densidade: 200,2 hab./km²).